# Lilefélék
A lilefélék (Charadriidae) a madarak osztályának lilealakúak (Charadriiformes) rendjébe tartozó család.

## Előfordulásuk
A világon mindenfelé megtalálhatók, főleg vízközelben tartózkodnak, de akadnak kivételek: az ékes lile (Peltohyas australis) például az Ausztrália nyugati és középső területein elterülő sivatagok sziklás talaját kedveli.

## Megjelenésük
Méretük a kicsitől a közepesig változhat. Tömött testalkatúak, vastag, rövid nyakuk, és hosszú, hegyes szárnyuk van. Nagyságukat tekintve a galléros lile (Charadrius collaris) 26 grammos és 14 centiméteres méretétől, az álarcos bíbic (Vanellus miles) 368 grammos és 34 centiméteres méretéig változnak.
Két nagy csoportjukat általában méret szerint különíthetjük el: a nagyobbak többnyire a bíbicekhez, a kisebbek a lilékhez tartoznak.

## Életmódjuk
A táplálékot szemmel keresik meg, nem érzékelik, mint egyes hosszú csőrű társaik (szalonka). Főleg rovarokat, férgeket, gerincteleneket fogyasztanak, előfordulási helyüktől függően.

## Rendszerezésük
A családot William Elford Leach angol zoológus írta le 1820-ban, az alábbi alcsaládok és nemek tartoznak:

### Vanellinae
- Vanellus  – 23 faj
- Erythrogonys  – 1 faj

### Charadriinae
- Pluvialis – 4 faj
- Charadrius – 31 faj
- Thinornis – 2 faj
- Elseyornis – 1 faj
- Peltohyas – 1 faj
- Anarhynchus – 1 faj
- Phegornis  – 1 faj
- Oreopholus – 1 faj

## Képek

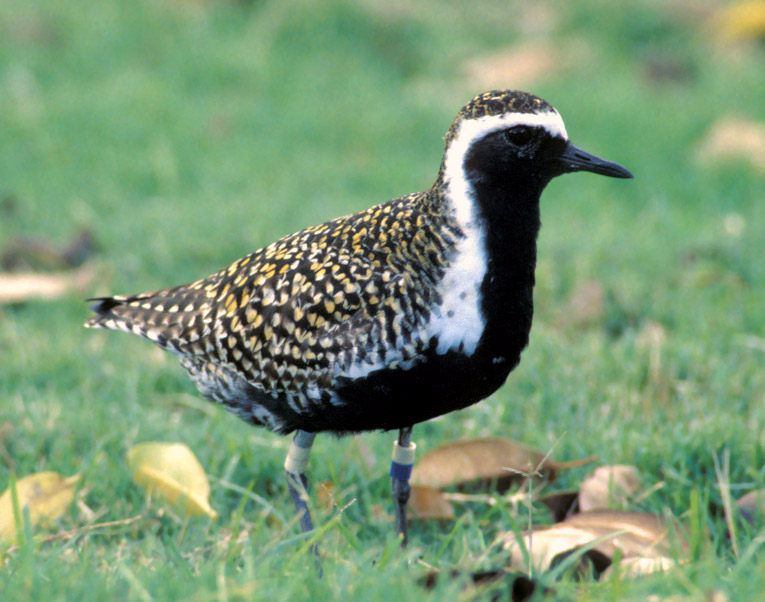
Ázsiai pettyeslile (Pluvialis fulva)
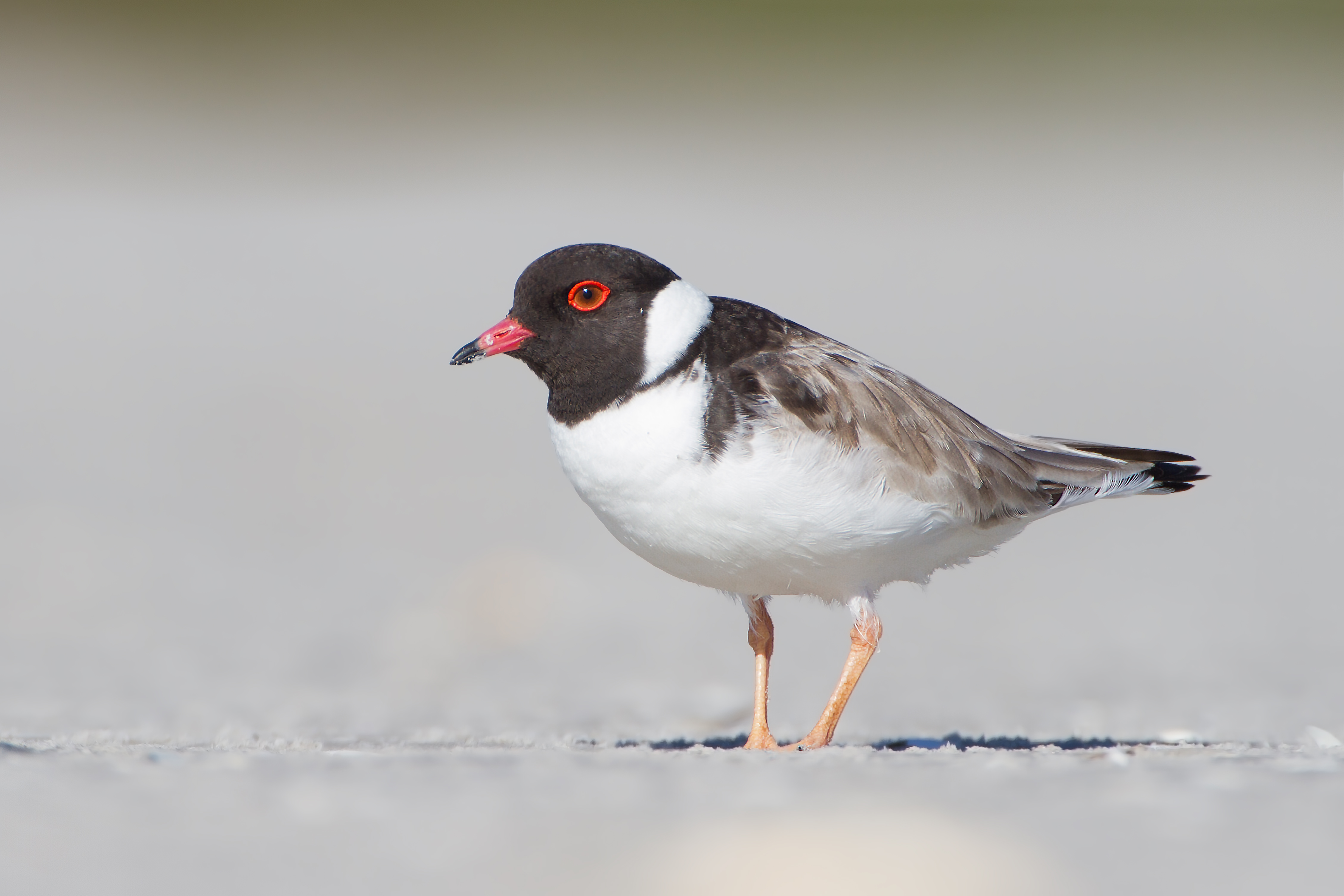
Sapkás lile (Thinornis rubricollis)
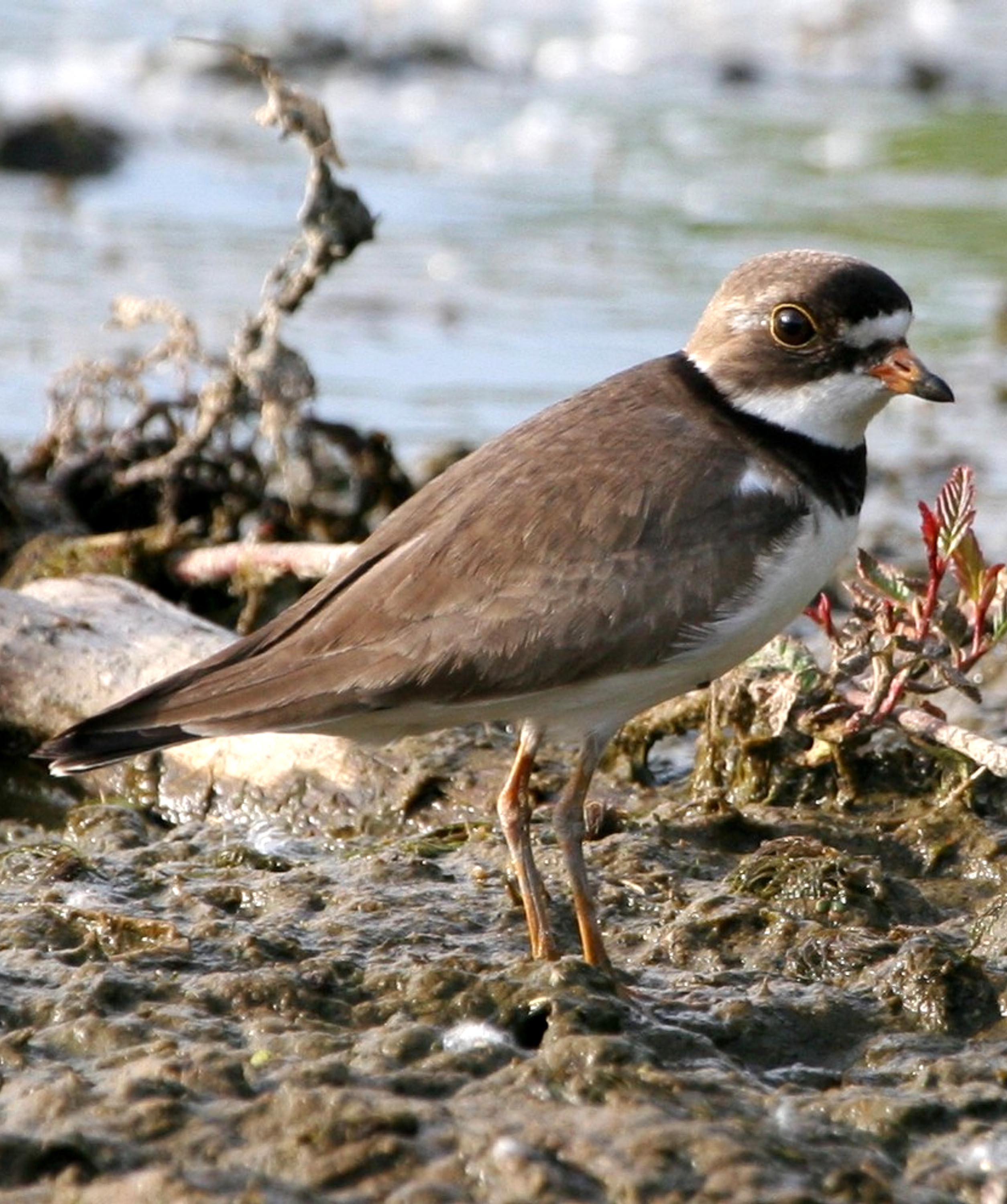
Kanadai lile (Charadrius semipalmatus)
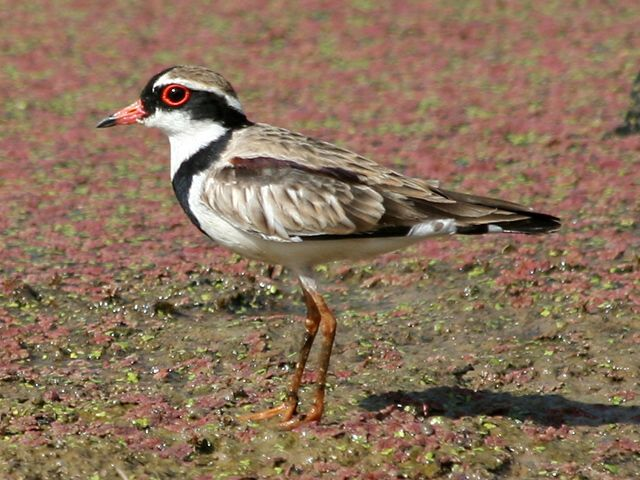
Tavi lile (Elseyornis melanops)
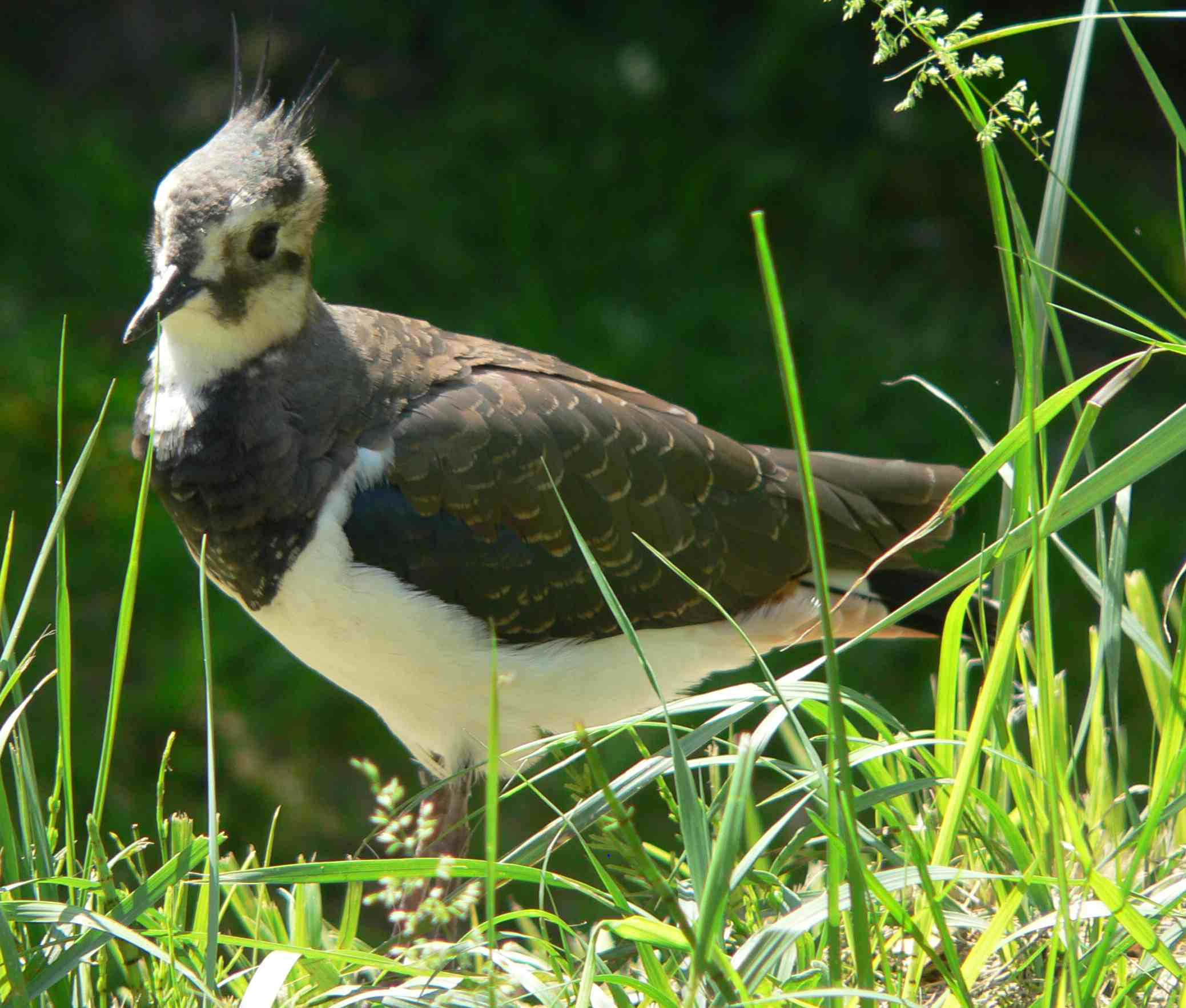
Bíbic (Vanellus vanellus)